# Gustavo Serena
Pour les articles homonymes, voir Serena (homonymie).
Gustavo Serena (né le 5 octobre 1881 à Naples, et mort le 16 avril 1970 à Rome) est un acteur, réalisateur et scénariste italien.

## Filmographie partielle
Sauf indication contraire, les informations mentionnées dans cette section peuvent être confirmées par les bases de données cinématographiques  présentes dans la section « Liens externes ».

### Acteur
- 1909 : Bianca Cappello de Mario Caserini
- 1910 : Histoire des Borgia (Lucrezia Borgia) d'Ugo Falena
- 1912 : Roméo et Juliette d'Ugo Falena : Roméo
- 1912 : Quo vadis ? d'Enrico Guazzoni : Petronius
- 1915 : Il capestro degli Asburgo : Guglielmo Oberdan
- 1915 : La Dame aux camélias (La signora dalle camelie)
- 1915 : Assunta Spina de Francesca Bertini et Gustavo Serena : Michele Boccadifuoco
- 1917 : L'Affaire Clémenceau (Il processo Clémenceau) d'Alfredo De Antoni : Pierre Clémenceau
- 1923 : Dans les laves du Vésuve  de Henry King : le professeur Ugo Severi
- 1923 : Il grido dell'aquila
- 1936 : Il re Burlone d'Enrico Guazzoni
- 1938 : Le Roman d'un génie de Carmine Gallone : Salvatore Cammarano
- 1950 : Sa Majesté monsieur Dupont  d'Alessandro Blasetti
- 1954 : Gran varietà de Domenico Paolella, segment Mariantonia
- 1954 : Voiturier du Mont Cénis (Il Vetturale del Moncenisio) de Guido Brignone
- 1956 : Le Disque rouge   de Pietro Germi
- 1958 : Le Pigeon  de Mario Monicelli
- 1961 : Don Camillo... Monseigneur! de Carmine Gallone

### Réalisateur
- 1915 : La Dame aux camélias (La signora dalle camelie)
- 1915 : Assunta Spina
- 1915 : Il capestro degli Asburgo